# Richard Foster (architecte)
Pour les articles homonymes, voir Richard Foster et Foster.
Richard T. Foster était un architecte américain, mort le 13 septembre 2002, qui travailla dans la région de New York, de Greenwich (Connecticut) souvent en association avec Philip Johnson. Il fut élève au Pratt Institute et fonda la compagnie Richard Foster Associates.

## Constructions
Ses œuvres sont :
- le Meyer Hall of Physics
- 1964 : le New York State Theater,
- 1964-1965 : le New York State Pavillion,
- 1965/1966 : le Kline Geology Laboratory et la Kline Biology Tower à Yale,
- 1967 : le Kreeger Museum à Washington D.C.,
- 1972 : la Bobst Library à l'université de New York,
- 1972 : le Tisch Hall à la Stern School of Business,
- 1973 : le Hagop Kevorkian Center à l'université de New York,
- 1978 : le Eastman Dental Center à l'université de Rochester,
- la Hatch Interdenominational Chapel au Mt. Sinai Medical Center.